# Heart Station / Stay Gold
Singles de Hikaru Utada
Beautiful World / Kiss & Cry
(2007) Prisoner of Love
(2008)
Heart Station / Stay Gold est le vingtième single (physique) d'Hikaru Utada (sous ce nom), sorti en 2008. Il contient le titre Stay Gold sorti auparavant en téléchargement.

## Single physique
Le single sort le 20 février 2008 au Japon sur le label EMI Music Japan, six mois après le précédent single de la chanteuse, Beautiful World / Kiss & Cry. Il atteint la 3e place du classement des ventes de l'Oricon. Il se vend à 48 430 exemplaires la première semaine, et reste classé pendant 11 semaines, pour un total de plus de 80 000 exemplaires physiques vendus.
C'est un single "double face A" contenant deux chansons principales, écrites et composées par Hikaru Utada, et leurs versions instrumentales. La deuxième, Stay Gold, était déjà disponible en téléchargement depuis le 7 décembre 2007. La première chanson, Heart Station, était sortie en sonnerie pour téléphone portable un mois avant la sortie du disque, le 21 janvier 2008 ; elle est utilisée comme thème musical pour une publicité pour le service de téléchargement de musique Recochoku, et bénéficie d'un clip vidéo. Les deux chansons figureront sur l'album Heart Station qui sort le mois suivant, ainsi que sur la compilation Utada Hikaru Single Collection Vol.2 de 2010.
| CD    | CD                                                  | CD    | CD | CD | CD | CD | CD | CD | CD |
| No    | Titre                                               | Durée |    |    |    |    |    |    |    |
| ----- | --------------------------------------------------- | ----- | -- | -- | -- | -- | -- | -- | -- |
| 1.    | Heart Station (HEART STATION)                       | 4:38  |    |    |    |    |    |    |    |
| 2.    | Stay Gold                                           | 5:16  |    |    |    |    |    |    |    |
| 3.    | Heart Station -Original Karaoke- (HEART STATION...) | 4:38  |    |    |    |    |    |    |    |
| 4.    | Stay Gold -Original Karaoke-                        | 5:14  |    |    |    |    |    |    |    |
| 19:48 |                                                     |       |    |    |    |    |    |    |    |

## Stay Gold
Stay Gold, deuxième chanson du single Heart Station / Stay Gold d'Hikaru Utada, était utilisée depuis décembre 2007 comme thème musical pour une campagne publicitaire pour un shampoing de la marque Kao. Elle était également déjà parue avec succès en "single digital" en téléchargement deux mois et demi avant la sortie du single physique, le 7 décembre 2007 au Japon, atteignant la 1re place du Billboard Japan Hot 100.
Elle figurera sur l'album Heart Station qui sort le mois suivant, ainsi que sur la compilation Utada Hikaru Single Collection Vol.2 de 2010.